# JR東日本ビルテック
JR東日本ビルテック株式会社（ジェイアールひがしにほんビルテック）は、東京都渋谷区に本社を置く東日本旅客鉄道（JR東日本）の完全子会社（連結子会社）。

## 概説
1990年8月1日設立のJR東日本の子会社で、グループの駅ビル等の総合施設管理、エネルギーマネージメントなどを行っている。
2016年4月1日付で、商号を『ジェイアール東日本ビルテック株式会社』から『JR東日本ビルテック株式会社』に変更（“ジェイアール”をアルファベット表記に変更）。

## 事業内容
- 鉄道施設のファシリティ・マネジメント
  - JR東日本のすべての駅及び鉄道建物の維持管理業務
  - エネルギーマネジメント（省エネルギー）のコンサルティング
- ビルマネジメント
  - 駅ビル、エキナカショッピングセンター、オフィスビル等の維持管理業務（設備・警備・清掃）
- 不動産・コンストラクション事業
  - 住宅事業（建築、リフォーム）
  - コンストラクション（駅ビルリニューアル、駅構内施設の新設・改良）